# 沈儆焞
沈儆焞（1555年—1587年），字仲亨，號晉垣，浙江湖州府歸安縣人，民籍，明朝政治人物。

## 生平
沈子木次子。萬曆四年（1576年）浙江鄉試第五十七名，萬曆八年（1580年）庚辰科會試第一百三十六名，登三甲第九十六名進士。兵部觀政，本年授南京大理寺评事，十二年升南京工部主事，十四年升员外郎，本年升郎中，十五年卒。

## 家族
曾祖沈鏊；祖父沈應登，曾任府通判 累封按察司副使；父沈子木，曾任按察司按察使。母嚴氏（□□□人）。